# 奥萨米斯

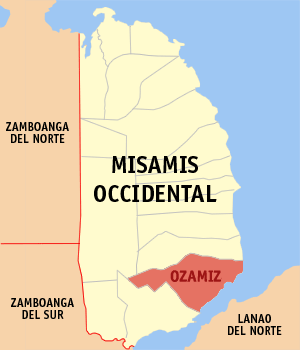

奥三米兹（英文：Ozamiz）是菲律宾西米薩米斯省省的一个组成城市。根據2020年人口普查資料顯示，奥三米兹市人口有14萬0千334人口。奥三米兹市總面積為830平方公里。

## 友好城市
- 菲律賓伊利甘
- 菲律賓卡加延德奥罗
- 菲律賓达沃市